# Трговина људима (филм из 2005)
Трговина људима (енгл. Human Trafficking) филм је из 2005. о трговини људима.

## Радња
У Прагу, неудату мајку Хелену (Изабел Бле) је завео успешан човек на плаћен пут у Беч. Он је тамо преда трговцима с људима а Хелена је одведена у Њујорк, где је присиљена радити као бело робље.
У Кијеву, 16-годишња Нађа (Лоранс Лбеф) је недавно завршила школу и без знања њеног оца, ушла у манекенско такмичење. Она је заједно са осталим кандидаткињама, изабрана у лажну модну агенцију на пут за Њујорк, где су присиљене радити као бело робље. У Манили, 12-годишња америчка туристкиња Ени Греј (Сара-Жан Лаброс) је отета од стране трговаца с људима, у прометној улици, испред очију њених родитеља. Она је присиљена радити у дечјем борделу, који служи за сексуалне услуге туристима. Младе девојке постају жртве снажне интернационалне мреже трговаца с људима, вођене јаким Сергејем Карповичом (Роберт Карлајл).
У Њујорку, након смрти треће младе источноевропске проститутке, одлучи тврдоглав руско-амерички NYPD агент Кејт Морозов (Мира Сорвино), обећати шефу ICE-а Билу Мекану (Доналд Садерланд), да га неће изневерити и да је способна да се избори против овог злочина.

## Улоге
| Глумац            | Улога                             |
| ----------------- | --------------------------------- |
| Мира Сорвино      | Агент Кејт Морозов\Катја Морозова |
| Доналд Садерланд  | Агент Бил Мекан                   |
| Роберт Карлајл    | Сергеј Карпович                   |
| Реми Жирар        | Виктор Таганов                    |
| Изабел Бле        | Хелена Вотрубова                  |
| Лоранс Лбеф       | Нађа Таганова                     |
| Власта Врана      | Томи                              |
| Селин Боније      | Софи                              |
| Марк Ентони Крупа | Андреј                            |
| Лајн Адамс        | Елен Бејкер                       |
| Дејвид Ботин      | Фредерик                          |
| Ема Кембел        | Саманта Греј                      |
| Сара-Жан Лаброс   | Ени Греј                          |
| Мајкл Сорвино     | Миша Морозов                      |
| Морган Слемп      | Сузан                             |
| Ана Хопкинс       | Катерина                          |
| Даун Форд         | Викторија Вотрубова               |